# Battling Battalino
Battling Battalino, de son vrai nom Christopher Battaglia, est un boxeur américain né le 18 février 1908 à Hartford, Connecticut, et mort le 25 juillet 1977.

## Carrière
Il devient champion du monde des poids plumes en battant le 23 septembre 1929 André Routis aux points puis conserve ses ceintures NBA et NYSAC contre Ignacio Fernandez, Kid Chocolate, Fidel LaBarba et Earl Mastro.
Le 27 janvier 1932, Battalino affronte Freddie Miller au Music Hall Arena de Cincinnati. Le combat se termine par un « sans décision » car l'arbitre, Lou Bauman, qui n'a pas jugé bon de compter le champion alors qu'il est allé au sol pendant au moins quinze secondes dans la 3e reprise, arrête ensuite le combat (Battalino n'est alors plus en mesure de se défendre) et quitte le ring. Les ceintures NBA et NYSAC sont les jours suivants considérées vacantes.

## Distinction
- Battling Battalino est membre de l'International Boxing Hall of Fame depuis 2003[3].